# الدروشاب
تعد منطقة الدروشاب بمحلية بحري شمال التابعة للخرطوم بحري بولاية الخرطوم السودانية من أقدم وأعرق المناطق التاريخيَّة، بدات منطقة الدروشاب بالنمو في العام 1956 واصبحت الآن منطقه ذات كثافه سكانيه عالية جدآ.

## الموقع
من الناحية الشرقية تحدها منطة ام ضريوة ومن الناحية الغربية السكة حديد وتمتد شمالآ حتى منطقة ام القرى جنوب وتنتهى جنوبآ بمنطقة السامراب.
تقدر بمساحة 9000000 متر مربع ويسكنها 202000 نسمة

## التقسيم
تتكون محلية الدروشاب من عدة مناطق
- الدروشاب شمال
- الدروشاب جنوب
- السلمة شمال
- السلمة جنوب

كما تقسم الي 30 مربعآ

## التعليم في الدروشاب
اسست أول مدرسة أولية في العام 1953 سميت بمدرسة الدروشاب الاولية الصغرى التي تقع بالقرب من مقسم سوداتل بالدروشاب شمال.
كما أسست مدرسة الشرقية الأساسية للبنين والبنات في العام 1973 م وتمت تسميتهم لاحقا بمدرسة خاتم الأنبياء الأساسية للبنين وخولة بنت الأزور الأساسية للبنات وموقعهما بالدروشاب جنوب شرق (شارع اللالوبة)